# Regionförvaltningsverket i Södra Finland

RFV:s regioner.
Röda punkter: Orter med huvudkontor. Tavastehus är huvudsäte för RFV i Södra Finland
Blå punkter: Orter med filialkontor.

Regionförvaltningsverket i Södra Finland (RFV) (finska: Etelä-Suomen aluehallintovirasto) är det sydligaste av Finlands alla regioner där regionförvaltningsverket har verksamhet. I Finland är regionförvaltningsverken en del av statens lokalförvaltning. Regionförvaltningsverket i Södra Finland har sitt huvudsäte i Tavastehus. 
Regionförvaltningsverket för regionen inledde sin verksamhet vid årsskiftet 2009/2010. Den lokala statliga myndigheten sköter de uppgifter som tidigare hörde till de numera nedlagda statliga myndigheterna: länsstyrelsen, arbetarskyddsdistriktet, miljötillståndsverket och den regionala miljöcentralen.   
Regionens regionförvaltningsverk leds av en överdirektör.

## Verksamhetsställen
Regionens regionförvaltningsverks huvudkontor är beläget i Tavastehus, och den har filialer i Helsingfors och Kouvola. Utöver huvudkontoret och filialerna har ämbetsverket mindre enheter i Lahtis, Villmanstrand, Åbo, Tammerfors, Borgå, Kemi och Kuopio. 

## Geografiskt område
Regionen omfattar landskapen Egentliga Tavastland, Päijänne-Tavastland, Nyland, Kymmenedalen och Södra Karelen. Till den del av regionförvaltningsverket som ansvarar för miljötillstånden hör också landskapen Egentliga Finland och Satakunta.

## Ansvarsområden
Regionförvaltningsverket i Södra Finland har fyra ansvarsområden:
- basservicen, rättsskyddet och tillstånden
- arbetarskyddet
- räddningsväsendet och beredskapen
- miljötillstånden

Inom sina ansvarsområden sköter regionförvaltningsverket ett otal uppgifter.